# Primo ministro della Romania
Il Primo ministro della Romania (in romeno: Prim-ministrul României) è il capo del Governo della Romania.
Le sue funzioni sono regolate dall'art. 107 della Costituzione della Romania e dagli artt. 13-19 dalla Legge 90 del 26 marzo 2001.

## Descrizione

### Funzioni
(Art. 107 della Costituzione della Romania)
Il Primo ministro è il responsabile dell'azione di Governo e rappresenta il gabinetto esecutivo nei rapporti con il Parlamento, il Presidente della Romania, l'Alta corte di cassazione e giustizia, la Corte costituzionale della Romania, la Corte dei conti, il Consiglio legislativo, il Ministero pubblico, le altre autorità pubbliche, i partiti, i sindacati e altre organizzazioni non governative, anche in ambito internazionale.
Riveste anche il ruolo di vicepresidente del Consiglio Supremo di Difesa del Paese.
Ha la responsabilità di presentare alla Camera dei deputati e al Senato rapporti e dichiarazioni riguardanti la politica del Governo. In sua sostituzione per rispondere a interrogazioni e interpellanze parlamentari può indicare un altro membro del Governo.
Il Primo ministro propone al Presidente della Romania nomina e revoca dei suoi ministri. Nel caso in cui le proposte di rimpasto formulate dal premier modifichino la struttura del Governo o la sua composizione politica, questi ha l'obbligo di presentarsi in Parlamento per la fiducia.
Il Primo ministro convoca e presiede le sedute del Governo. Fanno eccezione i casi, previsti dalla Costituzione, cui prende parte il Presidente della Romania. Il capo di Stato può partecipare alle sedute del Governo su problemi di interesse nazionale e riguardanti la politica estera, la difesa e l'ordine pubblico. Su altri argomenti può partecipare solamente su richiesta del Primo ministro.
Pone la propria firma su tutte le decisioni e le ordinanze emanate dal Governo. In base all'art. 100 della Costituzione controfirma i decreti del Presidente della Romania riguardanti trattati internazionali, nomina e revoca del personale diplomatico, dichiarazione dello stato di mobilitazione, d'assedio e d'emergenza, conferimento di onorificenze e titoli militari, nomina di funzionari pubblici e concessione della grazia, e ne risponde giuridicamente.
Gode del potere diretto di nomina e revoca di:
- Direttori degli organi specializzati in subordine al Governo.
- Segretario generale del Governo e segretari aggiunti.
- Segretari e sottosegretari di Stato.
- Segretari e consiglieri di Stato dell'apparato di Governo.

Per risolvere problemi operativi emersi in seno al Governo, può scegliere di costituire consigli, commissioni e comitati interministeriali.
Per esercitare le proprie attribuzioni può decidere di disporre di una propria cancelleria in seno all'apparato di Governo, finanziata dal bilancio della Segreteria generale del Governo e guidata da un capo con rango di ministro.

### Nomina e revoca
Il Presidente della Romania designa il candidato alla funzione di primo ministro, previa consultazione con il partito che detiene la maggioranza assoluta in Parlamento, o con le delegazioni di tutti i partiti parlamentari nel caso in cui non esista una situazione di maggioranza politica. Entro dieci giorni dalla designazione, il candidato a primo ministro chiede al Parlamento riunito in seduta congiunta l'approvazione del suo programma di governo e della lista dei ministri da lui scelti. È necessario il voto favorevole della maggioranza dei deputati e dei senatori.
L'art. 89 del testo costituzionale prevede che nel caso in cui nessun primo ministro designato riesca ad ottenere un voto d'investitura parlamentare nell'arco di sessanta giorni, contati a partire dal primo voto di bocciatura, il Presidente della Romania abbia facoltà di sciogliere le camere, sentito il parere dei presidenti di Camera dei deputati e Senato e dei leader dei gruppi parlamentari. Per attivare l'art. 89 è necessario che il Parlamento abbia respinto almeno due proposte di primo ministro.
Primo ministro e ministri investiti dal Parlamento, quindi, prestano individualmente giuramento di fronte al Presidente della Romania. Il Governo entra in carica dalla data del giuramento.
Il mandato si esaurisce alla convalida del risultato delle successive elezioni parlamentari, nonché in caso di dimissioni o sfiducia. Il Governo decade anche nei casi di perdita del diritto di voto, stato di incompatibilità o morte del primo ministro.
Le mozioni di sfiducia (Moțiuni de cenzură) rappresentano la procedura tramite la quale il Parlamento può revocare la fiducia concessa al Governo e sono adottate con il voto della maggioranza del totale dei deputati e dei senatori. Possono essere proposte da almeno un quarto del numero totale dei parlamentari. La mozione è dibattuta in seduta congiunta tre giorni dopo la sua presentazione. Se approvata, il Governo è obbligato alle dimissioni.
Il Presidente della Romania non può revocare il primo ministro, che è responsabile politicamente solo di fronte al Parlamento.

### Supplenza
Nel caso in cui il primo ministro non possa esercitare temporaneamente le proprie attribuzioni, il Presidente della Romania indica un altro membro del Governo come primo ministro ad interim. La supplenza si interrompe nel caso in cui il primo ministro riprenda le proprie attività entro 45 giorni. In caso contrario il primo ministro ad interim mantiene la funzione fino alla formazione di un nuovo Governo.

## Lista dei Primi ministri
Dal 1990 si sono susseguiti nell'incarico diciannove titolari.
Gli unici primi ministri a riuscire a completare l'intero mandato di quattro anni nella legislatura in cui sono stati nominati sono stati Nicolae Văcăroiu (1992-1996), Adrian Năstase (2000-2004) e Călin Popescu Tăriceanu (2004-2008).
L'esperienza più breve, al contrario (escludendo i Primi ministri ad interim), è stata quella di Mihai Răzvan Ungureanu, primo ministro per tre mesi nel 2012.
Gli unici premier che sono stati a capo del governo in due diverse legislature sono stati Marcel Ciolacu (2020-2024 e 2024-2028) e Victor Ponta (2008-2012 e 2012-2016), che ha anche il numero più alto di governi presieduti, quattro, tra il 2012 e il 2015.